# Žuvela
Žuvela je hrvatsko prezime s otoka Korčule.
Poznate osobe:
- Goran Žuvela, hrvatski judaš
- Tonči Žuvela, hrvatski političar, saborski zastupnik
- Mladen Žuvela, sudac Ustavnog suda R. Hrvatske
- Branko Žuvela-Doda, autor pjesme Sjećanje na Velu Luku
- Vjenceslav Žuvela, jedan od osnivača Torcide
- Sanja Kiš Žuvela, hrvatska glazbena teoretičarka
- Domenica Žuvela, hrvatska pjevačica
- Marko Žuvela, vaterpolist VK-a Jug, Dubrovnik
- Josip Žuvela, hrvatski gastronomski stručnjak